# Tamir Nabaty
Tamir Nabaty, in ebraico תמיר נבאתי‎? (Ness Ziona, 4 maggio 1991), è uno scacchista israeliano.
Ha ottenuto il titolo di Grande Maestro nel 2011.
Due volte vincitore del Campionato israeliano (2013 e 2016).
Nel 2015 ha partecipato alla Coppa del Mondo di scacchi, venendo eliminato nel primo turno da David Navara. Nello stesso anno ha partecipato con la nazionale israeliana alle Olimpiadi di Baku, ottenendo 8,5 punti su 10 in terza scacchiera. 
In gennaio 2019 ha vinto a Stoccolma con 8/9 la 48ª edizione della Rilton Cup (2018/19) .
Ha raggiunto il massimo rating FIDE in dicembre 2019, con 2697 punti Elo.